# SpVgg ASCO Königsberg
SpVgg ASCO Königsberg (celým názvem: Sportvereinigung Akademischer Sport-Club Ostpreußen Königsberg) byl německý sportovní klub, který sídlil ve východopruské metropoli Königsberg (dnešní Kaliningrad v Kaliningradské oblasti). Založen byl v roce 1919, zanikl v roce 1945 po sovětsko-polské anexi Pruska. Klubové barvy byly černá, žlutá a bílá.
Své domácí zápasy odehrával na stadionu Palaestrastadion.

## Historické názvy
- 1919 – fúze SC Ostpreußen 1902 Königsberg s Akademischer SC 1905 Königsberg ⇒ vznik SpVgg ASCO Königsberg (Sportvereinigung Akademischer Sport-Club Ostpreußen Königsberg)
- 1945 – zánik

## Účast v nejvyšší soutěži
- Gauliga Ostpreußen
  - 1935/36, 1936/37, 1937/38

## Umístění v jednotlivých sezonách
Stručný přehled
Zdroj: 
- 1935–1938: Gauliga Ostpreußen – sk. Königsberg

Jednotlivé ročníky
Zdroj: 
Legenda: Z – zápasy, V – výhry, R – remízy, P – porážky, VG – vstřelené góly, OG – obdržené góly, +/- – rozdíl skóre, B – body, červené podbarvení – sestup, zelené podbarvení – postup, fialové podbarvení – reorganizace, změna skupiny či soutěže
| Velkoněmecká říše (1935 – 1938) |                                     |        |    |   |   |    |    |    |     |    |        |
| Sezóny                          | Liga                                | Úroveň | Z  | V | R | P  | VG | OG | +/- | B  | Pozice |
| 1935/36                         | Gauliga Ostpreußen – sk. Königsberg | 1      | 12 | 5 | 2 | 5  | 24 | 20 | +4  | 12 | 4.     |
| 1936/37                         | Gauliga Ostpreußen – sk. Königsberg | 1      | 12 | 2 | 3 | 7  | 17 | 34 | -17 | 7  | 5.     |
| 1937/38                         | Gauliga Ostpreußen – sk. Königsberg | 1      | 12 | 1 | 1 | 10 | 14 | 50 | -36 | 3  | 7.     |